# Epeolus fallax
Epeolus fallax là một loài Hymenoptera trong họ Apidae. Loài này được Morawitz mô tả khoa học năm 1872.